# New Bloomington
New Bloomington és una població dels Estats Units a l'estat d'Ohio. Segons el cens del 2000 tenia 548 habitants.

## Demografia
Segons el cens del 2000, New Bloomington tenia 548 habitants, 190 habitatges, i 147 famílies. La densitat de població era de 480,9 habitants per km².
Dels 190 habitatges en un 45,3% hi vivien nens de menys de 18 anys, en un 57,4% hi vivien parelles casades, en un 14,7% dones solteres, i en un 22,6% no eren unitats familiars. En el 18,4% dels habitatges hi vivien persones soles el 5,3% de les quals corresponia a persones de 65 anys o més que vivien soles. El nombre mitjà de persones vivint en cada habitatge era de 2,88 i el nombre mitjà de persones que vivien en cada família era de 3,27.
Per edats la població es repartia de la següent manera: un 33,4% tenia menys de 18 anys, un 7,1% entre 18 i 24, un 35% entre 25 i 44, un 17,7% de 45 a 60 i un 6,8% 65 anys o més.
L'edat mediana era de 31 anys. Per cada 100 dones de 18 o més anys hi havia 88,1 homes.
La renda mediana per habitatge era de 34.150 $ i la renda mediana per família de 34.875 $. Els homes tenien una renda mediana de 32.857 $ mentre que les dones 21.500 $. La renda per capita de la població era de 13.707 $. Aproximadament el 9,8% de les famílies i l'11,7% de la població estaven per davall del llindar de pobresa.

## Poblacions més properes
El següent diagrama mostra les poblacions més properes.